# Marie-Pier Élie
Marie-Pier Élie est une journaliste scientifique québécoise œuvrant dans ce domaine depuis la fin des années 1990.

## Biographie

### Formation académique
Née à Montréal et ayant grandi à plusieurs endroits au Québec, Marie-Pier Élie obtient en 1997 un baccalauréat en communications, spécialisé en journalisme, à l'Université du Québec à Montréal et après des études collégiales en sciences
.

### Parcours professionnel
Marie-Pier Élie se fait remarquer à ses débuts pour ses talents de rédactrice dans le domaine scientifique alors que l’Association des communicateurs scientifiques du Québec lui remet en 1998 la bourse Fernand-Seguin. De 2000 à 2006, elle fut conceptrice et rédactrice en chef pour le magazine Cybersciences-junior. De 1998 à 2007, elle collabore à la revue Québec Science, y publiant de nombreux reportages dont plusieurs lui ont valu d'être récompensée tant par l’Association québécoise des éditeurs de magazines qu'aux National Magazine Awards. De 2010 à 2015, elle publie une chronique dans la revue La Recherche sous la rubrique « Lu d’ailleurs ». Marie-Pier Élie se joint ensuite au magazine radiophonique d'actualité et de culture scientifiques Les Années lumière à titre de chroniqueuse régulière et d'animatrice durant la saison estivale. En 2021, elle participe à #VraimentVrai, une série de 4 capsules vidéo conçues par l'Agence Science-Presse pour lutter contre la désinformation.

### Expérience télévisuelle
Sur la scène télévisuelle, Marie-Pier Élie fait ses premières armes à titre de chroniqueuse à l'émission La revanche des nerdz (2000 à 2003), qui était diffusée sur Ztélé. Elle devient également co-animatrice de l'émission Mission Zed (2001) présentée sur la même chaîne. En 2006 et 2007, elle présente des chroniques portant sur des livres et différents magazines scientifiques à l'émission Bazzo.tv, diffusée sur les ondes de Télé-Québec. De 2007 à 2009, elle fut rédactrice en chef pour l'émission Deconstructed, diffusée sur Discovery Channel. De même, elle fut consultante à la scénarisation pour la série Neuroblaste, présentée à Radio-Canada (2010-2011). À partir de 2009, elle se joint à l'équipe du Code Chastenay, y présentant des reportages et des chroniques. Elle collabore également régulièrement aux émissions Entrée Principale, diffusée sur la chaîne de Radio-Canada, et Libre-Service, diffusée sur la chaîne MATV. Elle anime en 2014 et 2015 sur ICI Explora l'émission Le monde de demain, qui s'intéresse aux technologies du futur. En 2017, Marie-Pier Élie agit à titre de conceptrice, scriptrice et animatrice pour l'émission Sur les routes de la science sur ICI Explora, qui vise à présenter en 10 épisodes la vie d'un chercheur ou d'une chercheuse sur le terrain. Depuis 2019, elle co-anime avec Jean-René Dufort l'émission Le Gros Laboratoire sur ICI Radio Canada Télé (saisons 1 et 2), puis sur ICI Explora (saisons 3 à 6),,. Elle fait également partie depuis 2019 de l'équipe de journalistes de l'émission hebdomadaire Décrypteurs sur ICI RDI.

## Distinctions

### Distinctions notables
Outre la bourse Fernand-Seguin, Marie-Pier Élie s'est vu décerner en 2006 le prix Jean-Paré, remis au journaliste de l’année au Québec. En 2011, le Conseil supérieur de la langue française lui décerne le prix Raymond-Charette qui vient souligner l'excellence de son travail pour la qualité du français dans ses écrits. La même année, le prix Alexandre-Varenne de l'information scientifique lui est décerné pour son article intitulé « Canonisé par la science » parut l'automne précédent dans le magazine Québec Science. Pour ce même article, elle reçoit la même année le grand prix du journalisme indépendant dans la Catégorie « Reportage/essai, écrit » décerné par l’Association des journalistes indépendants du Québec (AJIQ).
En 2015, elle se voit honorée par l'attribution du grand prix du journalisme indépendant dans la Catégorie « Reportage/essai, écrit » pour son article intitulé « Immunothérapie : le nouvel espoir », publié également dans le magazine Québec Science.

### Autres distinctions
- 2002 : 
  - Meilleur reportage (dans la catégorie « tirage de moins de 50 000 exemplaires »), décerné par l'Association québécoise des éditeurs de magazines (AQEM), pour « La dernière chance des animaux », publié dans Québec Science.
  - Prix Odyssée, (dans la catégorie bande dessinée pour la scénarisation de l’album Les Grands débrouillards, publié chez Soulières éditeur).
- 2003 : Meilleur reportage, (dans la catégorie « tirage de moins de 50 000 exemplaires »), décerné par l'Association québécoise des éditeurs de magazines (AQEM), pour « Quand les poules avaient des dents » publié dans Québec Science.
- 2004 : Bourse Québec-Japon.
- 2006 : 
  - Meilleur reportage, (dans la catégorie « tirage de moins de 50 000 exemplaires »), décerné par l'Association québécoise des éditeurs de magazines (AQEM), pour « Le Pays où l’on meurt deux fois » publié dans Québec Science.
  - Meilleur article pratique, décerné par l'Association québécoise des éditeurs de magazines (AQEM), pour « Bonheurs et terreurs de l’été » publié dans Québec Science.
  - Médaille d’argent, décerné par la Fondation nationale des prix du magazine canadien (FNPMC), catégorie santé et médecine, pour « Le Pays où l’on meurt deux fois » publié dans Québec Science.
  - Médaille d’argent, décerné par la Fondation nationale des prix du magazine canadien (FNPMC), catégorie science, technologie et environnement, pour « Le Cerveau, élève modèle » publié dans Québec Science.
- 2007 : Mention honorable, décerné par la Fondation nationale des prix du magazine canadien (FNPMC), catégorie humour, pour « Superhéros » publié dans Québec Science.
- 2008 :
  - Meilleur reportage, décerné par l'Association québécoise des éditeurs de magazines (AQEM), pour « Médecins de confiance » publié dans Québec Science.
  - Mention honorable, décerné par la Fondation nationale des prix du magazine canadien (FNPMC), catégorie santé et médecine, pour « Médecins de confiance » publié dans Québec Science.
  - Mention honorable, décerné par la Fondation nationale des prix du magazine canadien (FNPMC), catégorie science, technologie et environnement, pour « Fini les lendemains de veille! » publié dans Québec Science.
- 2011 :
  - Finaliste aux Prix Gémeaux, catégorie reportage, pour « Créer une valve aortique à partir de cellules humaines » (Le Code Chastenay)
  - Meilleur reportage, décerné par l'Association québécoise des éditeurs de magazines (AQEM), pour « Canonisés par la science » publié dans Québec Science.
  - Meilleure chronique audio/vidéo, Grands Prix de l’Association des journalistes indépendants du Québec (AJIQ), pour « Des éléments chimiques du tableau périodique en voie de disparition » (Le Code Chastenay)
  - Mention honorable, décerné par la Fondation nationale des prix du magazine canadien (FNPMC), catégorie science, technologie et environnement, pour « Au commencement était… » publié dans Québec Science[16].

## Publications
- Sommes-nous seuls dans l’Univers ?[17] , (L'Actualité, juillet 2018)
- Immunothérapie : le nouvel espoir[18], (Québec Science, octobre 2014)
- Canonisés par la science[19], (Québec Science, octobre 2010)
- Le Père Noël est-il quantique?, (Québec Science, décembre 2009-janvier 2010)
- Médecins de confiance, (Québec Science, novembre 2007)
- Enquête sur la face cachée de l’Univers, (Québec Science, juin 2007)
- Le Cerveau, élève modèle, (Québec Science, octobre 2005)
- Le Pays où l’on meurt deux fois, (Québec Science, mars 2005)[20].

## Reportages et chroniques à la télévision
- La Fin du monde venue du ciel (Le Code Chastenay, Télé-Québec)
- Le Trafic routier: un fluide mathématique (Le Code Chastenay, Télé-Québec)
- Les Illusions d’optique (Le Code Chastenay, Télé-Québec)
- Les Habitudes alimentaires du goéland urbain (Le Code Chastenay, Télé-Québec)
- Des éléments du tableau périodique en voie de disparition (Le Code Chastenay, Télé-Québec)
- Reportage sur la fabrication d’une valve aortique par génie tissulaire (Le Code Chastenay, Télé-Québec) (en nomination aux prix Gémeaux)
- Le Sommeil réinventé (Le Code Chastenay, Télé-Québec)
- Reportage sur la respiration et les bébés prématurés (Le Code Chastenay, Télé-Québec)
- Les Recherches les plus farfelues (Le Code Chastenay, Télé-Québec)
- L'Immortalité vous intéresse? (Le Code Chastenay, Télé-Québec)
- L'Évolution des langues (Le Code Chastenay, Télé-Québec)
- Faire revivre les animaux disparus (Le Code Chastenay, Télé-Québec)
- Reportage sur le saumon et les obstacles à sa migration (Le Code Chastenay, Télé-Québec)
- Reportage sur l’érosion côtière (Le Code Chastenay, Télé-Québec)
- Chronique « essais scientifiques » (Bazzo.tv, Télé-Québec)[20].

## Autres activités
Depuis 2010, Marie-Pier Élie agit à titre de mentor par le biais du projet SjCOOP mis en place par la Fédération mondiale des journalistes scientifiques, lequel a pour principaux objectifs d'offrir un soutien permettant à des journalistes du continent africain et du Moyen-Orient de couvrir plus efficacement l'actualité scientifique d'une part, et, d'autre part, d'assurer la création d'associations de journalistes scientifiques pour ces régions concernées.
Elle choisit également d'être l'une des porte-paroles des 8e, 9e et 10e éditions des 24 heures de science (en 2013, 2014 et 2015) en compagnie de Dominique Berteaux, titulaire de la Chaire de recherche du Canada en conservation des écosystèmes nordiques à l’Université du Québec à Rimouski et directeur du Groupe de recherche sur les environnements nordiques BORÉAS,.

## Citations
« Formidable exercice de rigueur, avec toute la sensibilité que le texte exigeait pour discuter avec les sommités de l'Église, sans heurts de valeurs et en naviguant très habilement dans les zones grises. Bien écrit, posé, qui ouvre sur toutes sortes de questions sans nous laisser pour autant sur notre faim. »
Verdict du jury lors de l'attribution des Grands Prix de l’Association des journalistes indépendants du Québec (AJIQ), pour l'année 2011, dont celui dans la catégorie Meilleur reportage/essai, écrit décerné à Marie-Pier Élie pour son article « Canonisés par la science".

« J’aurais de quoi écrire plusieurs livres avec tout ce que j’ai appris au cours des années?! Ce qui est à la fois formidable et un peu frustrant, car on en apprend toujours tellement plus que ce qu’on a la place pour raconter… »

— Marie-Pier Élie, Qui dit journaliste dit recherchiste